# Tevče (Laško)
Tevče is een plaats in Slovenië en maakt deel uit van de gemeente Laško in de NUTS-3-regio Savinjska. De plaats telde 186 inwoners op 1 januari 2020.